# Dave Cousins

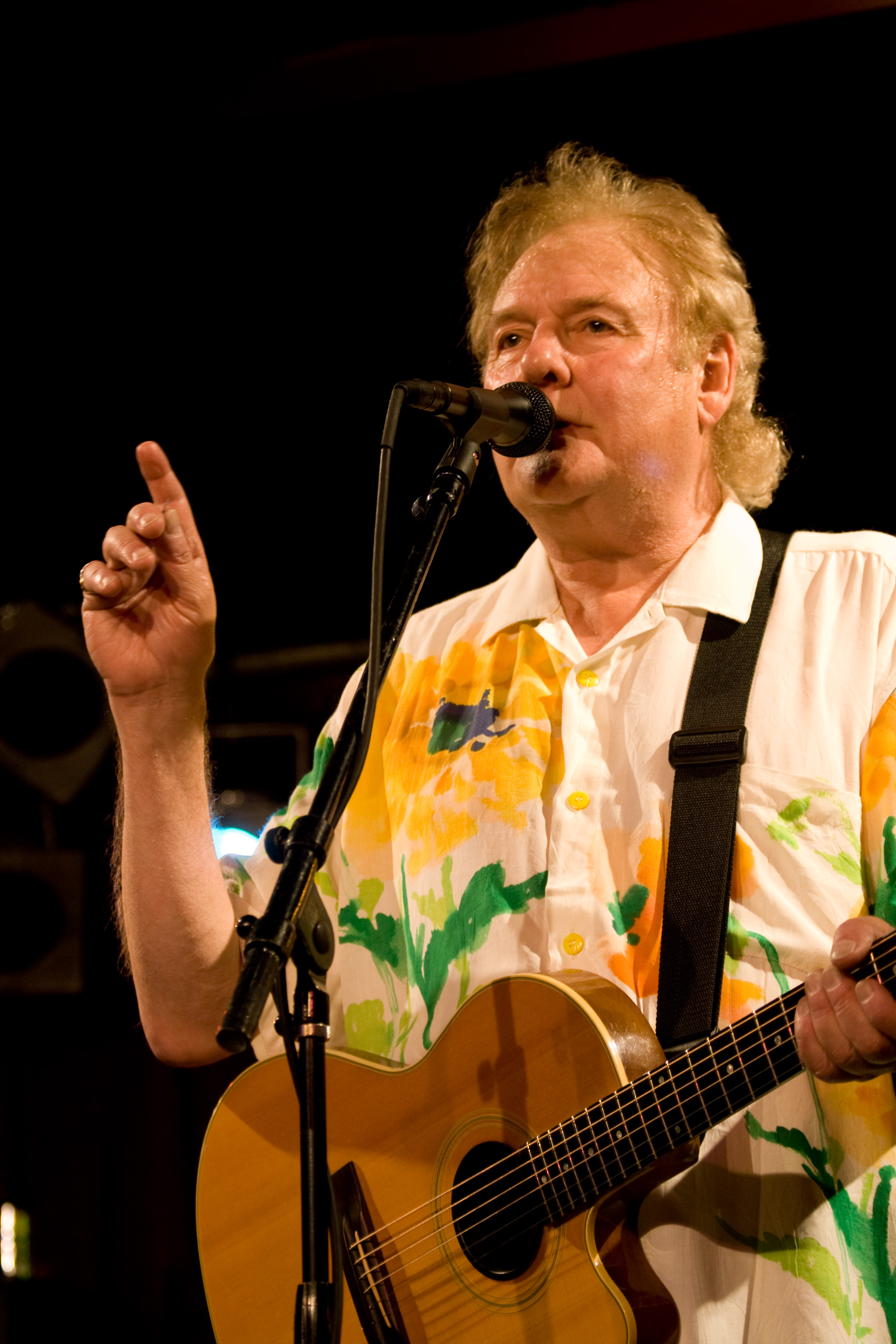
Dave Cousins (2008)

David Joseph „Dave“ Cousins (* 7. Januar 1940 in Hounslow, Middlesex, England; † 13. Juli 2025 in Canterbury) war ein britischer Sänger und Songwriter. Zudem beherrschte er zahlreiche Saiteninstrumente wie Gitarre, Banjo und Dulcimer. Er war der Begründer und langjährige Bandleader der Progressive-Rock-Gruppe Strawbs, für die er einen Großteil der Songs textete und komponierte.

## Leben
Seine frühesten Schallplattenaufnahmen waren diejenigen der Strawbs mit Sandy Denny vom Sommer 1968 in Kopenhagen, die aber erst später herausgebracht wurden. 1972 veröffentlichte Cousins ein Soloalbum zusammen mit Roger Glover, Jon Hiseman, Miller Anderson, Dave Lambert und Tom Allom. Die Alben Old School Songs und The Bridge hat er mit seinem Bandkollegen Brian Willoughby aufgenommen. Hummingbird und Live hat er mit seinem Freund Rick Wakeman eingespielt, der seine Karriere in den Jahren 1970/71 bei den Strawbs begonnen hatte. Mittlerweile haben auch Wakemans Söhne Adam und Oliver Konzerte mit den Strawbs gespielt. Mit dem deutschen Studiomusiker Conny Conrad wurde 2005 ein weiteres Album aufgenommen.
Im Jahr 2014 veröffentlichte Cousins seine Autobiografie „Exorzising Ghosts“ (331 + 18 Seiten) über Witchwood Media Limited.
Im Januar 2023 verlieh ihm die University of Leicester den Doktortitel der Musik; aus gesundheitlichen Gründen konnte Cousins dem Festakt nicht beiwohnen.

## Diskografie
- Two Weeks Last Summer 1972 (Solo)
- Old School Songs 1979 (Cousins/Willoughby)
- The Bridge 1994 (Cousins/Willoughby)
- Hummingbird 2003 (Wakeman/Cousins)
- Wakeman & Cousins Live 2005
- High Seas 2005 (Cousins/Conrad)
- The Boy In The Sailor Suit 2007
- Secret Paths 2008